# Przemysł II
 (février 2024).
Si vous disposez d'ouvrages ou d'articles de référence ou si vous connaissez des sites web de qualité traitant du thème abordé ici, merci de compléter l'article en donnant les références utiles à sa vérifiabilité et en les liant à la section « Notes et références ».
Przemysł II, prince polonais de la dynastie Piast, né le 14 octobre 1257 à Poznań et mort le 8 février 1296  à Rogoźno, fut duc de Poznań (1273-1296), duc de Grande-Pologne (1279-1296), duc de Cracovie (1290-1291), duc de Poméranie (1294-1296) et roi de Pologne (1295-1296).

## Biographie
Przemysł II est fils du duc de Grande-Pologne Przemysl Ier et de la duchesse silésienne Élisabeth de Wrocław (en), fille d’Henri II le Pieux. Selon la Kronika wielkopolska, il porte le nom de son père, mort prématurément le 4 juin 1257.
A cette époque le royaume de Pologne est morcelé en petits duchés héréditaires souvent rivaux, l'autorité suprême revennant à l'aîné de la maison Piast qui porte le titre de Princeps Senior et siège à Cracovie, la capitale de la Petite-Pologne.

### Le protégé de Boleslas le Pieux
Le père de Przemysł II meurt quatre mois avant sa naissance et son oncle Boleslas le Pieux, souverain du duché de Poznań, prend Przemysł II sous sa protection. 
En 1272, Przemysł participe à la guerre contre le margrave de Brandebourg qui permet de récupérer les territoires de Strzelce Krajeskie et Drezdenko précédemment envahis par les Allemands. 

### Duc de Poznań

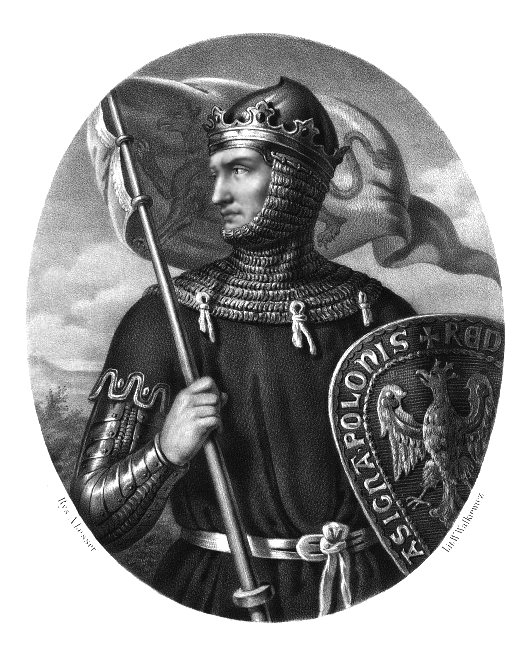
Przemysł II par Alexandre Lesser.

En 1273, Przemysł quitte la cour de son oncle et revendique l’héritage de son père. Boleslas le Pieux accède à sa demande et lui donne le duché de Poznań. La même année, Przemysł épouse Lutgarde, la fille du duc Henri Ier de Mecklembourg. 
En 1276-1277, ses relations avec Boleslas le Pieux se refroidissent. Przemysł s’allie avec Henri dit le Juste, duc de Wrocław, alors que son oncle souhaite une alliance avec les autres Piasts de Silésie. En 1277, Henri IV se fait enlever par les hommes de Boleslas le Chauve. Przemysł, Henri de Głogów et des chevaliers du duché de Wrocław mettent sur pied une opération militaire pour délivrer Henri. C’est un fiasco. Les coalisés sont écrasés le 24 avril 1277 par l'armée du duché de Legnica, dirigée par Henri le Gros, le fils de Boleslas. Przemysł et Henri de Głogów sont capturés. Boleslas ne relâche ses prisonniers qu’à la fin de l’année, à la suite de la médiation du roi de Bohême Ottokar II. 

### Duc de Grande-Pologne
Après le décès de son oncle en 1279,  Przemysł hérite de toute la Grande-Pologne.   
En février 1281, Henri le Juste invite les ducs Henri de Głogów, Henri le Gros et Przemysł à le rencontrer. Mais dès leur arrivée, les ducs sont arrêtés et emprisonnés. Ils ne sont relâchés qu’en échange d’un hommage de vassalité. Przemysł est également forcé à donner au duc de Wrocław la région de Wieluń.    
Le 15 février 1282, Przemysł conclut à Kępno un accord avec Mestwin II, en vertu duquel la Poméranie orientale lui reviendra après le décès de Mestwin.  
Le 14 décembre 1283, Przemysł fait assassiner sa femme Lutgarde, ce qui ternit la réputation du duc de Grande-Pologne. En 1285, il écrase une révolte d’une partie des nobles de son duché qui veulent se rapprocher de la Silésie. La même année, il épouse Richezza, la fille de Valdemar Ier de Suède, qui lui donne une fille, Élizabeth Ryksa, qui deviendra l’épouse du roi de Bohême Venceslas II, puis de son successeur Rodolphe, le premier roi de Bohême de la maison de Habsbourg.
Le 23 novembre 1287 à Słupsk, Przemysł II et Mestwin II concluent une alliance contre la Marche de Brandebourg avec Bogusław IV, duc de Poméranie occidentale. Ils mettent également sur pied un plan pour reprendre la Poméranie de Gdańsk au duc Wisław II de Rügen. 
Les relations de Przemysł II avec Henri IV le Juste se réchauffent et ce dernier lui rend la région de Wieluń.

### Duc de Cracovie
Henri IV le Juste décède le 23 juin 1290. Dans son testament, il nomme Przemysł comme son successeur sur le trône de Cracovie. Celui-ci s’empare de la Petite-Pologne mais Władysław Łokietek reste le maître du duché de Sandomierz alors qu'il doit revenir au duc de Cracovie.
Venceslas II de Bohême, lui aussi, revendique le trône de la Pologne, appuyé par la bourgeoisie allemande et la petite noblesse de Cracovie.

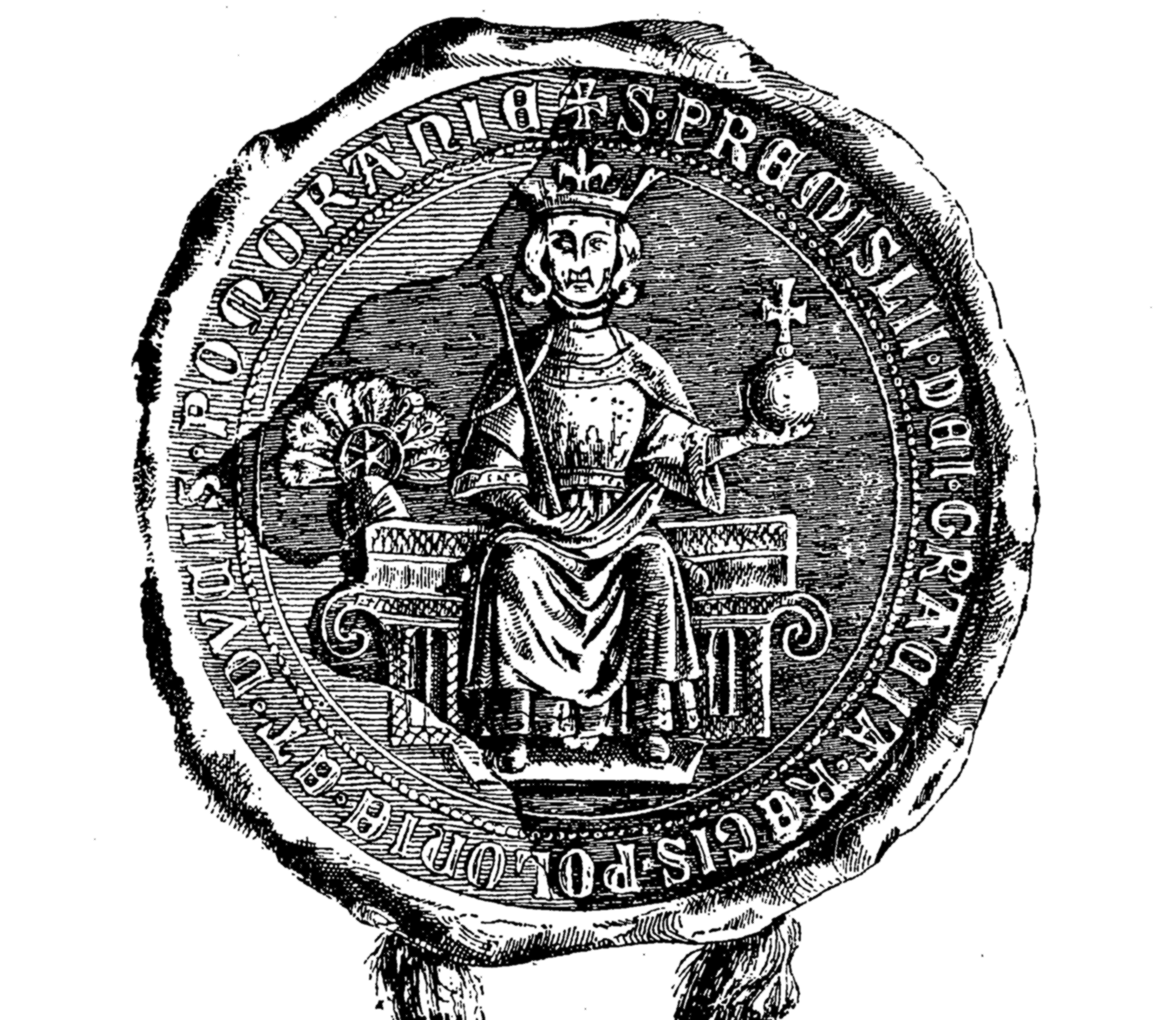
Sceau de Przemysl II à partir de 1296.

Menacé par Władysław et impopulaire à Cracovie, Przemysł II est contraint de pacter avec Venceslas II. Il lui abandonne la Petite-Pologne ainsi que le duché de Sandomierz toujours tenu par Łokietek.

### Roi de Pologne

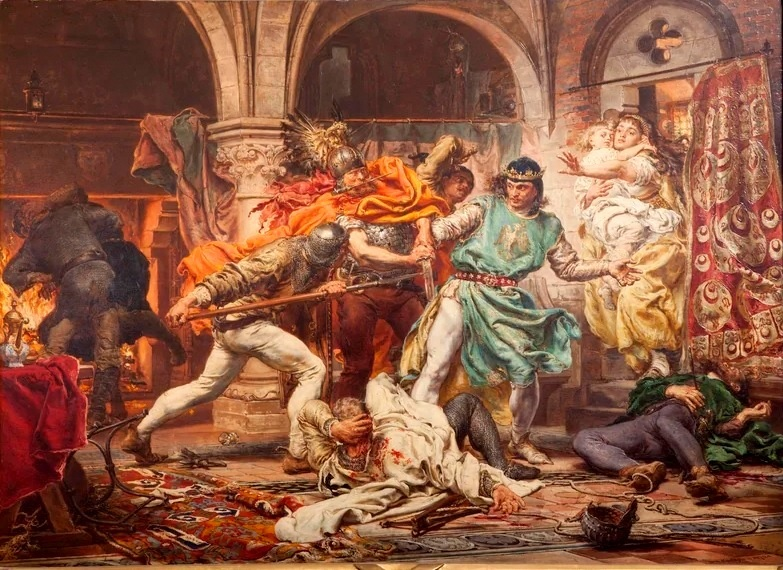
La mort de Przemysl II, par Jan Matejko.

Le 6 janvier 1293, à Kalisz, à l’initiative de l’archevêque de Gniezno Jakub Świnka, Przemysł conclut un accord avec Władysław, le duc de Cujavie, et son frère Kazimierz, duc de Łęczyca pour mener une action commune afin de reprendre la Petite-Pologne au souverain de Bohême. En échange de leur soutien, Przemysł, qui n’a pas de fils, fait de Władysław Łokietek son héritier en Grande-Pologne, en Petite-Pologne et dans le duché de la Poméranie de Gdańsk.  
La même année, Przemysł épouse en troisième noces Marguerite, la fille du margrave de Brandebourg Albert III. 
Mestwin II décède le 25 décembre 1294 et Przemysł lui succède en Poméranie de Gdańsk.  
Le 26 juin 1295, Jakub Świnka couronne Przemysł II roi de Pologne à Gniezno. 
Cependant, la position du nouveau roi n'est pas très forte. Il ne contrôle que la Grande-Pologne et la Poméranie de Gdańsk. Sa souveraineté n'est pas reconnue par les ducs de Mazovie et de Silésie. La Petite-Pologne demeure entre les mains du roi tchèque Venceslas II. 

### Assassinat

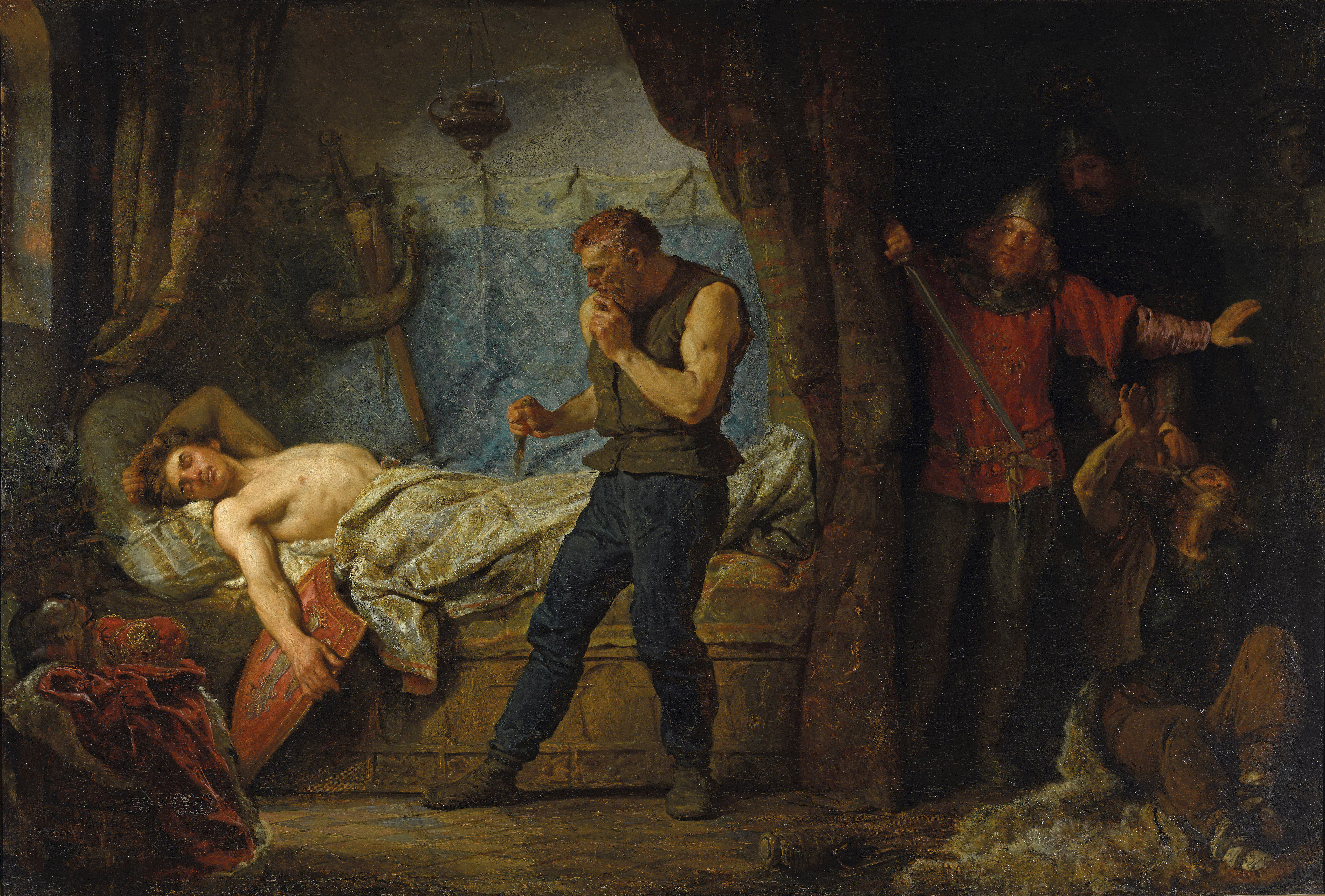
L'Assassinat de Przemysł II à Rogoźno, par Wojciech Gerson (1881).

Le couronnement de Przemysł dérange aussi certains grandes familles de Grande-Pologne et des margraves de Brandebourg. Le 8 février 1296, Przemysł II est enlevé et assassiné à Rogoźno par des sbires à la solde des margraves de Brandebourg car le nouveau roi, qui voulait réunifier tous les territoires polonais, était un obstacle à leur expansion territoriale vers l’est. Przemysł Il est inhumé dans la cathédrale de Poznań.

## Mariage et descendance
En 1273, Przemysł II épouse Lutgarde de Mecklembourg (pl), fille de Henri Ier de Mecklembourg. Après son assassinat, il se remarie en 1285 avec Richezza de Suède, fille de Valdemar Ier avec laquelle il a la fille Élizabeth Ryksa (1286-1335), mariée en 1300 à Venceslas II de Bohême, puis en 1306 à Rodolphe Ier de Bohême. En 1293, Przemysl épouse en troisièmes noces Marguerite de Brandebourg, fille d'Albert III de Brandebourg.